# E편한세상 독산더타워
e편한세상 독산더타워(영어: e-Convenient Doksan The Tower)는 대한민국 서울특별시 금천구 독산동에 위치한 아파트 단지이다.